# Делрьё, Филипп
Филипп Дельрё (фр. Philippe Delrieu, р.10 августа 1959) — французский фехтовальщик-саблист, призёр чемпионатов мира и Олимпийских игр.

## Биография
Родился в 1959 году в Тарбе. В 1984 году принял участие в Олимпийских играх в Лос-Анджелесе, где стал обладателем серебряной медали в командном первенстве. В 1987 году стал обладателем бронзовой медали чемпионата мира. В 1988 году принял участие в Олимпийских играх в Сеуле, но там французские саблисты стали лишь 4-ми, а он сам был 4-м в личном первенстве. В 1989 стал обладателем бронзовой медали чемпионата мира.